# Савичев, Михаил Юрьевич
Савичев Михаил Юрьевич (род. 16 марта 1971, Новосибирск) — российский композитор, гитарист, играющий в стилях фламенко, world music, классики, этно. Номинант премии Грэмми 2019 года в номинации World Music. Участник трио Loyko. Постоянно участвует в различных музыкальных фестивалях. Пишет музыку к фильмам и театральным постановкам.

## Биография
Заниматься музыкой начал самостоятельно в 17 лет, под впечатлением от творчества таких музыкантов, как Дэвид Гилмор, Джо Пасс, Чарли Паркер. Следующим увлечением стала классическая гитара, а толчком для начала самостоятельного освоения техники фламенко — знакомство с творчеством испанского гитариста-виртуоза Пако де Лусии. Немного позднее ориентирами стали такие мастера, как Джон Маклафлин, Ральф Таунер, Майлз Дэвис, из мастеров фламенко – Висенте Амиго, Томатито, Маноло Санлукар.
Михаил Савичев обучался в Новосибирской консерватории по классу классической гитары. Одновременно с учёбой создал группу «Юг», играющую в стиле джаз-фьюжн, и экспериментировал, сочетая классику с джазом и акустическим фолком. В 2000 году встретился с приехавшей на гастроли в Сибирь цыганской фламенко-группой «Томаса де Мадрид», а затем уехал с ними на стажировку в Испанию. Изучал стиль фламенко у разных мастеров Севильи и Гранады, играл с лучшими цыганскими музыкантами Испании, сочетая в своей манере русскую и испанскую традиции.
С конца 2004 года участник трио Лойко. Живя за рубежом более десяти лет, музыканты «Лойко» играли и записывались с такими выдающимися музыкантами, как Рони Вуд. Иегудий Менухин и Гедон Кремер неоднократно приглашали «Лойко» в свои концертные программы и фестивали такие, как «Лучшие скрипачи мира», где «Лойко» играли вместе с  Стефаном Граппелли, Рави Шанкаром, Лакшминараяна Субраманиам, Эзма Раджапова. Австрийский режиссёр Андре Хеллер, в свою очередь, пригласил «Лойко» в шоу Мagneten (Австрия, Германия, Швейцария), которое музыканты «Лойко» открывали более двухсот раз. В 2006 году «Лойко» вошёл в пятёрку лучших цыганских музыкантов (Roma Opre), которые дали несколько совместных концертов в восточной Европе. «Лойко» выпустили более десяти сольных альбомов и DVD в Англии, России, Германии, Бельгии и Голландии.

## Участник фестивалей
Kaustinen Folk Music Festival 2007
Sziget Festival 2010
38th Euroradio Folk Festival 2017
Colours of Ostrava
Ruskeala Symphony
Violins for Peace at Lakshminarayana Global Music Festival

## Концерты и спектакли
- «Огонь фламенко» — режиссер, композитор;
- «On a flame» — режиссер, композитор;
- «Из Испании в Великую Тартарию» — режиссер, композитор;
- «Свидание тысячи свечей» (по Э.А.Пасечник) — режиссер, композитор;
- Радиоспектакль «Каменный гость» 2024 (по А. С. Пушкину) — композитор.